# Verseghy Ferenc Megyei Könyvtár
A Verseghy Ferenc Megyei Könyvtár Jász-Nagykun-Szolnok vármegye megyei könyvtára, amely Szolnokon található a Kossuth Lajos tér 2. szám alatt.

## Története
A megyei könyvtár jogelődje a Szolnok Városi Könyvtár volt. Az 1933-ban alakult Szolnoki Könyvtár- és Múzeumegyesület 1934. november 11-én nyitotta meg könyvtárát, amely 1951. január 1-jén önálló intézménnyé alakult. A megye könyvtárügyének, a népkönyvtárak irányítására 1950 júniusában Körzeti Könyvtár alakult Szolnokon. A két intézmény egyesítésével jött létre 1952 novemberében a Megyei Könyvtár. Az intézmény 1954. április 2-án vette fel a szolnoki születésű költő-tudós, Verseghy Ferenc nevét.
A különböző munkacsoportok (kölcsönző, feldolgozó, módszertan) megszervezése és a könyvtár raktári rendjének, katalógusának kialakítása Kisfaludy Sándor (1954-1962) igazgató nevéhez kötődik. Országosan az elsők között önállósult az intézmény gyermekrészlege 1955-ben, és 1958-ban kezdte meg munkáját a könyvkötészet is. A könyvtár 1968 és 1997 között a Damjanich János Múzeummal egy épületben volt a Kossuth téren az egykori szálloda épületében.
1974-ben nyílt meg a „zeneszoba”, a ma a felnőttolvasó-szolgálat keretein belül működő hang- és videótár. Az intézmény 1993-ban közigazgatási szakrészleggel bővült. A megyei önkormányzat jelentős összegű címzett támogatást nyert a könyvtár átalakítására és rekonstrukciójára 1995-ben, így megkezdődött a főtér egy másik épületének felújítása és könyvtári célokra való kialakítása. 1997. augusztus 25-én Horn Gyula, a Magyar Köztársaság miniszterelnöke adta át rendeltetésének a 4455 négyzetméteres alapterületű, két szintes épületet, amelyhez újonnan egy ötszintes raktár is felépült, lehetővé téve az addig több külső raktárépületben elhelyezett dokumentumok egy helyen való tárolását.
1999-ben a British Council angol nyelvű különgyűjteményt hozott létre. Az uniós csatlakozás hívta életre az Európai Információs Pontok országos hálózatát, amelynek megyei képviselője a könyvtárban kapott helyet.
2007-től az intézmény neve Jász-Nagykun-Szolnok Megyei Verseghy Ferenc Könyvtár és Művelődési Intézet lett. A megyei önkormányzat összevonta a könyvtárat a szintén megyei fenntartású Művelődési, Továbbképzési és Sportintézettel. A Nemzeti Művelődési Intézet megalakulásával az intézet 2011-ben kivált a könyvtár kötelékéből.
2012. január 1. a megyék konszolidációja keretében a megyei önkormányzat fenntartásában lévő intézményeket az állam vette át. A Jász-Nagykun-Szolnok Megyei Intézményfenntartó Központ irányítása alatt egy évig működött a gyűjtemény, majd 2013 elejétől a Szolnok város fenntartásába került át. A Hild Viktor Városi Könyvtárral összevonva a Verseghy Ferenc Könyvtár és Közművelődési Intézmény néven működik tovább.

## Számítástechnika
A könyvtár 1995 őszén állította munkába a TextLib integrált könyvtári rendszert, amely tíz évig szolgálta a könyvtári munkafolyamatokat. 2005 végétől már a Corvina katalógus szolgálja a könyvtárosokat és az olvasókat.
1999. október 1-jén jött létre a Jász-Nagykun-Szolnok megyei Elektronikus Könyvtár, ahol helyi szerzők alkotásai és a megyére vonatkozó irodalom olvasható. Ezt az internetes szolgáltatást színesíti a 2004-ben és 2006-ban kialakított, Jász-Nagykun-Szolnok Megyei Képeslaptár és a - Hírlaptár, ahol közel 2000 bedigitalizált képeslap található, valamint több kurrens helyi folyóiratba tekinthetnek bele az települések élete iránt érdeklődők.

## A könyvtár igazgatói
- Illek József (1952-1954)
- Kisfaludi Sándor (1954-1962)
- Dr. Nagy János (1962-1965)
- Imre Lajos (1966-1969)
- Dr. Nyitray Lajos (1969-1970)
- Szurmay Ernő (1970-1984)
- Ecseki Józsefné (1984-1985)
- Dr. Horváth Károly (1985-1991)
- Pápayné Kemenczey Judit (1991)
- Bertalanné Kovács Piroska (1991-2011)
- Takáts Béla (2011)
- Lászlóné Nagy Ilona (2012-2016)
- Czakóné Gacov Katalin (2016-)

## Külső hivatkozások
- Verseghy Ferenc Könyvtár és Közművelődési Intézmény honlapja
- Katalógus
- Európai Információs Pontok
- Verseghy Ferenc Elektronikus Könyvtár
- Jász-Nagykun-Szolnok Megyei Képeslaptár
- Jász-Nagykun-Szolnok Megyei Digitális Hírlaptár